# Pampa Luxsar
Pampa Luxsar és un camp volcànic poc conegut situat a Bolívia, al sud-oest del Salar de Uyuni. El cim s'eleva fins als 5.543 msnm.
Consisteix en un camp de colades de lava que cobreix una superfície de 45 per 45 quilòmetres, amb la presència d'alguns cons al seu interior,  tot i que els respiradors són difícils de discernir. Les colades de lava s'uneixen en part i tenen un aspecte uniforme, malgrat les diferències en el seu albedo. El camp està construït per andesita basàltica i andesita. L'activitat del camp pot haver estat controlada per falles, que posteriorment van ser enterrades per colades de lava.
El camp envolta els estratovolcans més antics de Cerro Luxsar i Cerro Uquila, molt erosionats. Va entrar en erupció en diverses etapes, sent la darrera durant el Plistocè o l'Holocè.  Un respirador conegut com a Cerro Negro és un maar i probablement es va formar sota la influència de paleollacs com el llac Minchin o el llac Tauca, que han deixat terrasses lacustres a la regió.